# 大悲案
大悲案是南明的一起政治案件，南渡三案之一。
比丘釋大悲，俗家姓朱，徽州人，跟潞王朱常淓相識。1644年12月大悲來到南京水西門外，自稱是明朝親王，崇禎時封為齊王，又改封定王。
他聲稱「潞王恩施百姓，人人服之，該與他作正位」。弘光帝原本對潞王有所猜忌，懷疑大悲是來為潞王刺探情報，便將他投入監獄，又傳諭戍政趙之龍、錦衣掌堂馮可宗與蔡忠「三堂會審」，嚴加刑訊，大悲在供詞中提到錢謙益，於是阮大鋮開了一份黑名單，共有一百四十三人，牽涉有史可法、高弘圖、姜曰廣、張慎言、劉宗周、祁彪佳等東林黨和復社的成員，要大悲招供，大悲抵死不從。馬士英亦不願牽涉過廣，遂將大悲綁赴西市問斬，此事不了了之。